# Archimede Valeriani
Archimede Valeriani (Reggio Emilia, 24 agosto 1907 – Abbiategrasso, 3 dicembre 1941) è stato un calciatore italiano, di ruolo portiere.

## Carriera

### Inizi
Crebbe calcisticamente nella SPAL dove disputò diciannovenne il campionato 1926-1927 in cui i biancoazzurri tornarono in Prima Divisione, praticamente la Serie A non a girone unico, giocando assieme a giocatori come Abdon Sgarbi, Mario Romani, Aldo Barbieri, Bruno Bertacchini e Renato Bottaccini.
Al termine di quel campionato spiccò il salto in Prima Divisione con un'altra squadra, quella della sua città: la Reggiana.

### Napoli
Nel 1928 passò al Napoli, diventando il terzo portiere schierato dai campani nella loro storia, dopo Vittorio Pelvi e Armando Favi, l'ultimo a giocare nell'allora massima divisione del campionato all'epoca precedente il girone unico; debuttò con la nuova squadra nella vittoria casalinga del 30 settembre 1928 contro il Verona per 3-0, giocando 24 partite nella stagione 1928-1929 (23 della stagione regolare più uno nello spareggio del 23 giugno 1929 a Milano contro la Lazio, terminato 2-2 a cui non seguì una ripetizione per un successivo allargamento del campionato di Serie A che si sarebbe inaugurato nella stagione successiva). Nel suo unico campionato con il Napoli si distinse per essere stato in campo nelle prime vittorie in assoluto dei partenopei contro la Juventus (1-0 ad una squadra che schierava Combi e Caligaris) e l'Ambrosiana (4-1, i lombardi schierarono Giuseppe Meazza), entrambe in casa, rispettivamente il 19 maggio 1929 ed il 9 giugno 1929.

### Palermo
Successivamente scese di categoria, al Palermo, nel 1929. Quello è il primo dei suoi cinque campionati con i siciliani di cui uno di Prima Divisione, divenuta nel frattempo terzo livello, due nella neonata Serie B e due nella nuova Serie A a girone unico.

### Il ritorno a Ferrara e gli ultimi anni
Torna quindi a Ferrara per disputare il campionato di Serie B nel 1934 ma nel marzo del 1935 si infortuna e, dopo 16 partite, deve dare l'addio alla serie cadetta. Riprova l'anno successivo in Serie C con il Cerignola, e dopo due stagioni all'Alfa Romeo Milano abbandona il calcio nel 1938.
In carriera ha totalizzato 64 presenze nella Serie A a girone unico, tutte con la maglia del Palermo, cui vanno aggiunte 24 gare giocate nel massimo livello del campionato con la maglia del Napoli.

## Palmarès
- Campionato italiano di Serie B: 1

Palermo: 1931-1932
- Prima Divisione: 1

Palermo: 1929-1930